# Hasfalmetszők (film)
A Hasfalmetszők Bernáth Zsolt rendezte 1998-1999-ben készült színes, magyar horror-vígjáték, a dunaújvárosi Cruel World Team nevű filmtársulat munkája.

## Történet
Moszta és Puncsus a két fiatal életvidám bérgyilkos életük első bevetésére készülnek. Egy gazdag vállalkozó bérli fel őket, aki feleségét akarja eltenni láb alól. Azonban a feleség rájön, hogy férje mire készül, ezért ő is rá küld egy bérgyilkost. A fiúknak a feladatot a nő nagyapjának isten háta mögötti elhagyatott házában kell végrehajtaniuk. A két srác úgy tudja, hogy a nagyapó már évek óta szanatóriumban van, de amikor oda érnek a házhoz kiderül, hogy a nagyapó (aki mellesleg egy zombi) nagyon is jól van, ráadásul a házban a lányával együtt (aki vámpír) mészárszéket rendezett be a környékbeliek feldarabolt holttesteiből. A két pályakezdő is nagy bajba kerül, de leleményességük szerencsére most sem hagyja őket cserben, ezért bátran szembe szálnak az időközben megérkező zombi csapattal.

## Szereplők
- Csanálosi Gábor – Moszta
- Nagy Gábor – Puncsos
- Túri László – férj
- Lombos Melinda – Mariann, a feleség
- Budai Gábor – bérgyilkos
- Galauner Zoltán – nagyapó
- Benke Zsolt – Lebowsky
- Bartók István
- Bene Béla
- Miokovics Csaba
- Miokovics Mátyás
- Ganxsta Zolee

## Nyilvánosság
- 1999: Dózsa Mozicentrum, Dunaújváros
- 1999: Budapesti Független Film és Video Szemle
- 1999: Open Film Fesztivál, Budapest
- 1999: Toldi Mozi, Budapest
- 2000: Magyar Filmszemle, Budapest
- 2000: Országos Független Film és Video Szemle (Nagykanizsa)
- 2010: Internetes megtekintés

## Díjak
- 2000: 31. Budapesti Független Film, -és Videoszemle első díja a filmnek.

## Érdekességek
- A zombitanyán játszódó jeleneteket két külön házban kellett felvenni: a felvételeket 1998 augusztusában kezdték forgatni, de a forgatás közben a házban annyira levágták a biztosítékot, hogy nem lehetett tovább fényt csinálni, ráadásul a tulajnak nem tetszett a „mészárszék”. Csaknem fél évvel később 1999 februárjában folytatták a felvételeket, az elején lévő jelenetet már egy másik háznál, a belső jeleneteket pedig Bernáth Zsolt akkori albérletének a pincéjében vették fel.
- A werkfotóst annyira kikészítették a „mészárszék” képei, hogy emiatt évekig nem állt szóba a stábbal. A rendező - bár látta a kellékeket - mégis elhűlt a többiekkel együtt, amikor a házban meglátták a "végeredményt".
- A film elején a bérgyilkosokat játszó szereplők azért néznek a kocsiban többször az ölükbe, mert ott volt a szövegkönyv.

## Külső hivatkozások
- Port.hu
- Filmkatalogus.hu
- IMDb.com
- Kritikustomeg.org
- Dunaujvaros.com
- Hithcock.hu